# Bylgides macrolepidus
Bylgides macrolepidus är en ringmaskart som först beskrevs av Moore 1905.  Bylgides macrolepidus ingår i släktet Bylgides och familjen Polynoidae. Inga underarter finns listade i Catalogue of Life.